# Alban Lipp

Alban Lipp

Alban Lipp (* 9. August 1866 in Freising; † 6. September 1903 in Bad Aibling) war ein deutscher Lehrer, Kirchenmusiker, Komponist und Herausgeber musikalischer Werke.

## Leben
Alban Lipp zeigte schon früh große musikalische Begabung. Da seine Eltern wollten, dass er Lehrer werden solle, besuchte er von 1879 bis 1882 die Präparandenschule in Freising und sang gleichzeitig im Chor von St. Benedikt. Anschließend wechselte er auf das Lehrerseminar, das er bis 1884 besuchte und wo er weiterhin Musikunterricht erhielt. Anschließend wurde er Hilfslehrer und Organist in Lechhausen.
1886 veröffentlichte Franz Xaver Witt in einer Beilage zu seinen Fliegenden Blättern für katholische Kirchenmusik erstmals eine Komposition Lipps, ein vierstimmiges Marienlied.
1888 absolvierte Lipp erfolgreich die Anstellungsprüfung, wobei er in Musik mit der Note 1 bewertet wurde. 1890 erhielt er seine erste vollwertige Lehrerstelle in Greifenberg am Ammersee. 1897 wechselte er als Lehrer und Chorregent nach Kolbermoor bei Rosenheim und drei Jahre später schließlich nach Bad Aibling. Dort starb er am 6. September 1903 im Alter von 37 Jahren an Tuberkulose.
Lipp war zweimal verheiratet und hatte aus erster Ehe ein Kind.

## Eigene Kompositionen
Lipp veröffentlichte die meisten seiner Kompositionen bei Anton Böhm & Sohn in Augsburg. Bereits zu seinen Lebzeiten erschienen viele davon bereits in 2. oder 3. Auflage.
Seine Werke fanden auch außerhalb Bayerns größere Verbreitung. Einer Statistik zufolge wurden alleine seine lateinischen Messen im ersten Drittel des 20. Jahrhunderts in mindestens 175 österreichischen Gotteshäusern aufgeführt.

### Geistliche Werke (Auswahl)
- 6 Messen, darunter
  - Schutzengel-Messe für gem. Chor SATB a cappella (Orgel/4 Blechbläser ad lib.) op. 46
  - St. Albans-Messe für Sopran, Alt (Tenor ad lib.), Bass und Orgel op. 66[Anm. 1]
- 1 Requiem
- verschiedene Begräbnisgesänge und Libera
- Gradualien
- Offertorien
- 3 Marienlieder f. gem. Chor op. 4
- Kommuniongesänge op. 5
- 6 Motetten f. gem. Chor op. 6
- 7 lat. Kirchengesänge f. gem. Chor op. 7
- Popule meus f. gem. Chor op. 9
- 3 Marienlieder f. gem. Chor op. 10
- 7 lat. Kirchengesänge f. gem. Chor op. 11
- 3 Marienlieder f. gem. Chor op. 12
- 4 lat. Gesänge + Pange lingua zur Fronleichnamsprozession f. gem. Chor op. 14
- Weihnachtslied f. gem. Chor u. Orgel oder Orchester op. 16
- 3 Marienlieder f. gem. Chor op. 17
- 4 lat. Karwochengesänge f. gem. Chor op. 18
- Popule meus f. vierstimmigen Frauen- oder Männerchor op. 21
- Trauungsgesänge f. gem. Chor op. 23a
- Kreuzlied f. Mchr. op. 23b
- 10 Kirchengesänge f. 1 Singstimme mit Orgel op. 30
- 5 Marienlieder f. gem. Chor op. 32
- 4 Marianische Antiphonen f. S, A (T. ad lib.), Bass und Orgel op. 38
- Trauungslied f. gem. u. Mchr. op. 52 a+b
- Auferstehungslied f. gem. Chor u. Orgel op. 57
- 2 lat. Gesänge zur Installation eines Pfarrherrn f. gem. Chor u. Orgel op. 62
- 6 lat. Kirchengesänge f. gem. Chor op. 63
- Ölberg-Gesänge f. gem. Chor u. Orgel op. 72
- Fronleichnamsgesänge f. gem. Chor op. 73
- Orgel- und Harmoniumstücke op. 75
- Asperges me und Vidi aquam f. gem. Chor op. 81
- 10 Pange lingua f. gem. Chor u. f. vereinigte Ober- und Unterstimmen
- 15 lateinische Kirchengesänge für gem. Chor
- 12 eucharistische Gesänge für gem. Chor
- 12 lat. Kirchengesänge f. S. u. A. u. Orgel
- 12 eucharistische Gesänge f. 2 u. 3 Oberstimmen und Orgel
- lat. Kirchengesänge f. Männerchor
- 24 Herz-Jesu-Lieder f. gem. Chor
- 10 Herz-Jesu-Lieder, zweistimmig mit Orgel
- 4 Veni Sancte Spiritus f. gem. Chor
- 6 deutsche Predigtlieder f. gem. Chor
- Kreuzweglieder f. zweistimmigen Chor
- 10 Weihnachtslieder f. 2 Singst. und Orgel
- 16 Marienlieder f. eine Singstimme mit Orgel
- „Der Maienkönigin“ oder 16 Marienlieder f. 2 Singst, mit Orgel
- „Marienperlen“ für 3 oder 4stimmigen gem. Chor und Orgel

### Weltliche Werke (Auswahl)

#### Vokalmusik
- Frühlingslied f. Männerchor op. 9
- Festgesang zum Einzug eines Bischofs, f. gem. Chor op. 22
- 3 Lieder f. 1 Singst, u. Piano op. 13
- 3 Lieder für 1 mittlere Singstimme mit Pianoforte op. 15 (1891)
  - Sie liebten sich beide (Text: Heinrich Heine)
  - Ich will meine Seele tauchen (Text: Heinrich Heine)
  - Der Geliebten Augen (Text: Eduard von Bauernfeld)
- 3 Lieder für 1 mittlere Singstimme mit Pianofortebegleitung op. 26 (1891)
  - Silbernes Bächlein im tiefen Thal (Text: Friedrich Heinrich Oser)
  - Ich soll dich singend preisen
  - Mir träumte einst ein schöner Traum (Text: Friedrich Martin von Bodenstedt)
- 3 Kinderlieder für 1 Singstimme mit leichter Pianofortebegleitung op. 56 (1895)
  - Frühlingsgruß
  - Wiegenlied
  - Prinzessin Liesel
- 3 Lieder für 1 mittlere Singstimme mit Pianoforte op. 68 (1899)
  - Nun alle Blumen träumen (Text: Franz Alfred Muth)
  - Leb' wohl
  - Der Fliederstrauch
- Die Heinzelmännchen, dramatisches Märchen in 3 Aufzügen f. Sopran und Alt mit Pianobegleitung op. 71
- 2 Lieder f. gem. Chor op. 76
  - Nun alle Blumen träumen (Text: Franz Alfred Muth)
- 2 Lieder f. gem. Chor op. 77
- Jubiläums-Festchor f. gem. Chor op. 79a
- Ständchen für einen Primizianten, f. gem. Chor op. 79b

#### Instrumentalmusik
- Festmarsch f. Piano op. 8
- Waldröschen, Mazurka f. Piano op. 23
- Gruß an den Ammersee, Marsch f. Piano op. 27
- Weihnachts-Romanze für Violine u. Piano op. 70a
- Mazurka f. Piano op. 74
- Marsch-Album f. Piano, 2händig
- Marsch-Album f. Piano, 4händig
- Salon-Album f. Piano
- Violin-Album für Violine u. Pianoforte
- Melodienstrauß für Streichquartett

## Alban Lipp als Herausgeber

Orgelalbum bayrischer Lehrerkomponisten (1904)

Für den Verlag Anton Böhm & Sohn war Lipp auch als Herausgeber von Werken anderer Komponisten tätig, und zwar sowohl von einzelnen Werken als auch von Sammelbänden mit Werken verschiedener Komponisten. So enthält etwa sein 1904 postum erschienenes Orgelalbum bayrischer Lehrerkomponisten Kompositionen von insgesamt 23 verschiedenen Personen, darunter dem Titel entsprechend zahlreiche Lehrerkollegen, aber auch so bekannte Namen wie Johann Georg Herzog, Joseph Niedhammer, Max Reger und Joseph Rheinberger.

### Herausgegebene Werke (Auswahl)
- Lehrer-Sängerhalle. Liederbuch für Lehrer. Ausgewählte Männerchöre, meistens Originalkompositionen bayrischer Lehrer (1897)
- Orgelalbum bayrischer Lehrerkomponisten. 52 Originalbeiträge: Präludien, Interludien, Postludien, Fughetten, Fugen und Festvorspiele in den gebräuchlichsten Tonarten (1904)
- Harmonium-Album. Eine Sammlung von Originalstücken für Harmonium unter Mitwirkung verschiedener Autoren
- Feierklänge. Auswahl geistlicher und weltlicher Gesänge für Männerchor. Unter sorgfältiger Berücksichtigung des Stimmenumfanges
- Zwölf Herz-Jesu-Lieder. Ein Kranz der schönsten, innigsten Lieder zur Verehrung des heiligsten Herzen Jesu
- Offertorien-Sammlung für Landkirchen-Chöre: die wichtigsten Offertorien für das ganze Kirchenjahr
- Caspar Aiblinger: Veni Sancte Spiritus und Ave Maria für Sopran und Alt mit Orgelbegleitung

## Auszeichnungen
- 1898: Große silberne Medaille für Kunst und Wissenschaft[1]
- In Bad Aibling ist die Alban-Lipp-Straße nach ihm benannt.[4]